# Jhonny Mamani
Jhonny Óscar Mamani Gutiérrez (Tahua, Bolivia; 26 de junio de 1975) es un contador y político boliviano que ocupó el alto cargo de gobernador del departamento de Potosí desde el 3 de mayo de 2021 hasta el 18 de agosto de 2023.

## Biografía
Jhonny Mamani nació el 26 de junio de 1975 en el municipio de Tahua del Departamento de Potosí. Salió bachiller el año 1993 y continuó con sus estudios superiores trasladándose a vivir a la ciudad de Sucre para comenzar a estudiar la carrera de contaduría en la Universidad San Francisco Xavier de Chuquisaca (USFX) de donde se título como contador público de profesión.
Durante su vida laboral, Mamani trabajo en la ciudad de Tupiza en la "Cooperativa Chorolque" y luego estuvo trabajando en la Empresa Minera San Cristóbal en el municipio de Colcha "K". Se desempeñó también como delegado (subgobernador) de la Provincia Daniel Campos. Ingresó a la política boliviana siendo elegido alcalde del municipio de Tahua en las Elecciones subancionales de 2015. Asumió el cargo desde el 31 de mayo de 2015 hasta el 3 de mayo de 2021.
Mamani fue elegido candidato a la gobernación de Potosí por el Movimiento al Socialismo (Bolivia) (MAS) tras un ampliado departamental llevado a cabo en el municipio de Betanzos, en la provincia Cornelio Saavedra. Finalmente Mamani ganó la elección departamental con el 44,05% del respaldo de los potosinos.

## Gestión Departamental (2021-2023)

### Gabinete Departamental
Secretaría General: José Luis Miranda Quilo
Secretaría Jurídica: Rubén Moisés Miranda Castro
Secretaría Administrativa y Financiera: Lisbania Lidia Tejerina Calderón
Secretaría de Obras Públicas y Servicios: Efraín Primitivo Barja Reynaga
Secretaría de Desarrollo Agropecuario y Seguridad Alimentaria: Álvaro Peralta Juanes
Secretaría de Madre Tierra: Nelson Gabriel Chambi
Secretaría de Minería y Metalurgia: Delfín Aricoma
Secretaría de Desarrollo Humano: Edwin Menacho Marcani
Secretaría de Planificación del Desarrollo: Eloy Edwin Caguaciri Yebara
Secretaría de Culturas y Turismo: Marcelino Mamani Mamani
Secretaría de Industrialización: Aldo Francisco Tejerina Flores